# 1247
- Wikisource

| Calendário gregoriano                                                        | 1247 MCCXLVII                                         |
| Ab urbe condita                                                              | 2000                                                  |
| Calendário arménio                                                           | 696 – 697                                             |
| Calendário bahá'í                                                            | -597 – -596                                           |
| Calendário budista                                                           | 1791                                                  |
| Calendário chinês                                                            | 3943 – 3944 Início a 7 de fevereiro (aproximadamente) |
| Calendário copta                                                             | 963 – 964                                             |
| Calendário etíope                                                            | 1239 – 1240                                           |
| Calendários hindus - Vikram Samvat - Calendário nacional indiano - Cáli Iuga | 1302 – 1303 1168 – 1169 4347 – 4348                   |
| Calendário Holoceno                                                          | 11247                                                 |
| Calendário islâmico                                                          | 645 – 646                                             |
| Calendário judaico                                                           | 5007 – 5008                                           |
| Calendário persa                                                             | 625 – 626                                             |
| Calendário rúnico                                                            | 1497                                                  |
| Calendário solar tailandês                                                   | 1790                                                  |

1247 (MCCXLVII, na numeração romana) foi um ano comum do século XIII do Calendário Juliano, da Era de Cristo, e a sua letra dominical foi F (52 semanas), teve início a uma terça-feira e terminou também a uma terça-feira.
No reino de Portugal estava em vigor a Era de César que já contava 1285 anos.
| Ano completo                       |
| ---------------------------------- |
| Ano comum com início à terça-feira |

## Eventos
- 1 de Outubro - o Papa Inocêncio IV aprovou a Regra do Carmo.
- O Papa Inocêncio IV envia missionários para converter os Mongóis.
- Abdicação de D. Sancho II, abrindo caminho para a coroação do conde de Bolonha, futuro D. Afonso III, exilando-se em Toledo, onde viria a morrer.
- O rei Luís IX de França coloca um ponto final na resistência dos Cátaros em Montségur.
- Guillaume de Sonnac (Guillelmus de Sonayo, torna-se Mestre dos Templários.
- Termina a construção da Catedral de Amiens.
- Início da Guerra da Sucessão Turingiana.
- Guilherme I do Sacro Império Romano-Germânico torna-se rei da Germânia.
- Ocupação definitiva do Principado da Galileia pelos muçulmanos.

## Nascimentos
- Oto I de Nassau († 1290).
- Isabel de Aragão († 28 de Janeiro de 1271), rainha consorte de Filipe III de França.
- João de Montecorvino - apóstolo da China.
- Santa Margarida de Cortona (m. 22 de fevereiro de 1297).